# Síndrome de Klüver-Bucy
A síndrome de Klüver-Bucy (SKC) é um distúrbio comportamental que ocorre quando ambos lobos temporais (núcleos centrais) esquerdo e direito do cérebro não funcionam adequadamente ou são removidos.
A doença foi diagnosticada pela primeira vez pelo alemão Heinrich Klüver e pelo americano Paul Clancy Bucy, em 1939.
A síndrome de Kluver-Bucy (SKB) é uma doença neuropsiquiátrica rara devida a lesões que afectam os lobos temporais bilaterais, especialmente o hipocampo e a amígdala. Caracteriza-se por hiperoralidade, hipermetamorfose, hipersexualidade, bulimia, placidez, agnosia visual e amnésia. 

## Introdução
A síndrome de Kluver-Bucy (SKB) é uma perturbação neuropsiquiátrica devida a lesões que afectam os lobos temporais bilaterais, especialmente o hipocampo e a amígdala.
Características clínicas:
- Hiperoralidade (Uma tendência ou compulsão para examinar objectos com a boca)
- Hipermetamorfose (Atenção excessiva a estímulos visuais com tendência para tocar em todos os estímulos, independentemente da sua história ou valor de recompensa)
- Hipersexualidade
- Bulimia
- Placidez
- Agnosia visual
- Amnésia

Os pacientes que apresentam uma combinação de três ou mais elementos diferentes listados acima são descritos como tendo SKB parcial.
As características clínicas da SKB foram inicialmente relatadas por Sanger Brown e Edward Albert Sharpey-Schäfer, dois neurologistas experientes britânicos, em 1888, que descreveram as transformações comportamentais após a remoção dos lobos temporais bilaterais em macacos. Mas a síndrome completa foi descrita mais tarde por Heinrich Kluver (neuropsicólogo) e Paul Clancy Bucy (neurocirurgião) em 1939, desconhecendo os relatos anteriores. Eles descreveram a síndrome comportamental que ocorreu num macaco Rhesus (chamado Aurora) três semanas após a lobectomia temporal bilateral. A primeira descrição da SKB em seres humanos foi feita pelo Dr. Hrayr Terzian (1925-1988) e pelo Dr. Giuseppe Ore em 1955, num homem de 19 anos que foi submetido a uma lobectomia temporal bilateral devido a convulsões. O primeiro caso identificado e relatado de SKC foi num doente de 22 anos com lesão temporal bilateral devido a meningoencefalite por herpes simplex por Marlowe et al.

## Etiologia
A SKB é conhecida por estar associada a várias patologias. Existem muitos relatos de casos de várias doenças (listadas abaixo) que vão desde infecções como a shigelose até à abstinência de metanfetaminas. Mas a forma como a SKB ocorreu nestas condições permanece pouco clara.
Diferentes causas:
- Encefalite por Herpes simplex (HSE)[11]
- Acidente vascular cerebral (enfarte do lobo temporal - geralmente bilateral)[12][13]
- Meningoencefalite por Listeria[14]
- Traumatismo crânio-encefálico[15]
- Tuberculose do sistema nervoso central[4]
- Doença de Whipple cerebral primária[16]
- Doença de Alzheimer[17]
- Doença de Pick[18]
- Hipoglicémia[19]
- Porfiria aguda esporádica[20]
- Doença de Huntington[21]
- Lipofuscinose neuronal juvenil[22]
- Toxoplasmose
- Epilepsia[23]
- Doença de Parkinson
- Golpe de calor[24]
- Shigelose[25]
- Abstinência de metanfetaminas[26]
- Lúpus eritematoso sistémico[27]
- Encefalopatia anóxica-isquémica[26]
- Neurocisticercose[26]
- Linfoma não-Hodgkin[28]
- Bronquite micoplasmática[29]
- Leucoencefalopatia por metotrexato[30]
- Higroma subdural[31]
- Síndrome de Susac[32]- associado à SKC parcial
- Encefalite anti-NMDAR[33]
- Exposição à cannabis[34]

As patologias mais comuns que levam ao desenvolvimento da SKC são o traumatismo craniano e o acidente vascular cerebral nos adultos e a encefalite por herpes simplex nas crianças.

## Epidemiologia
A SKC humana está mais ou menos limitada a séries de casos e relatórios. Por conseguinte, a prevalência exacta é difícil de estimar.

## Fisiopatologia
Os sintomas clínicos significativos da SKC são produzidos pela destruição do neocórtex temporal ou da amígdala bilateralmente. A síndrome completa raramente é vista em humanos porque a disfunção do lobo temporal anterior é geralmente menos grave em humanos quando comparada com a que se segue à ressecção total do lobo temporal em macacos.
A base anatómica exacta da SKC é ainda controversa. Pensa-se que a SKC ocorre devido a perturbações nas porções temporais das redes límbicas que se ligam a múltiplos circuitos corticais e subcorticais para modular o comportamento emocional e o afecto. Uma condição sine qua non para a SKC é o envolvimento de regiões do lobo temporal medial juntamente com lesões bilaterais do corno de Amon. Apesar de se pensar que a SKC está sempre associada a disfunções bilaterais dos lobos temporais, é importante notar que a amígdala, o úncus, o hipocampo, os giros orbitofrontal e cingulado e o córtex insular têm um papel importante na sua patogénese. 

### Teorias sobre a etiologia
1. Teoria de Norman Geschwind: A interrupção da entrada visual no circuito límbico, que leva à síndrome de desconexão, produz a SKC.[37]
2. Teoria de Muller: A desconexão das vias que ligam o tálamo dorsomedial ao córtex pré-frontal e a outras áreas límbicas leva à SBC. Estas vias são essenciais para a memória e a regulação emocional.[38]

### A origem de vários sintomas
A raiva é produzida pelo envolvimento do núcleo ventromediano do tálamo e da amígdala.
Um "estado hipersexualizado" permanente é produzido por lesões bilaterais discretas do núcleo amigdaloide lateral. As convulsões do lobo temporal podem produzir um estado transitório.
A agnosia visual resulta de ablações temporais ventrais bilaterais e lobectomias temporais.

## Características
A amígdala cerebelosa está relacionada com a patogênese desta síndrome. Como consequência de terem as amígdalas retiradas, essa síndrome é caracterizada por alterações do comportamento.
Os indivíduos perdem a capacidade de avaliar uma situação de perigo, ficam impossibilitados de apresentar sinais de medo ao serem confrontados com estímulos condicionados aversivos. Os indivíduos tornam-se mais dóceis, apresentam baixos níveis sanguíneos de hormônios do estresse e apresentam menor probabilidade de desenvolverem úlceras e outras doenças induzidas por estresse. Uma outra consequência é a regressão à fase oral, levando o indivíduo a colocar na boca tudo que pega, mesmo coisas completamente inadequadas ao consumo humano. Essas consequências também ocorrem em animais.
A síndrome pode ocorrer nas demências: demência do tipo Alzheimer, demência vascular, Creutzfeldt-Jakob, doença de Huntington, síndrome de Gerstman-Straussler, doença de Parkinson, demência relacionada ao vírus HIV, demência relacionada a traumatismo craniano, mas ocorre principalmente na doença de Pick. A doença de Pick se diferencia da demência de Alzheimer pela prevalência da atrofia nas regiões frontotemporais, ao contrário da segunda em que há atrofia das regiões parietal-temporal.

## Historial e exame físico

### Em adultos
- Hiperoralidade - Lambidelas socialmente inapropriadas e uma forte compulsão para colocar objectos dentro da boca
- Hipersexualidade - Falta de contenção social em termos de sexualidade, com actividade sexual inapropriada e tentativa de cópula com objectos inanimados
- Perturbação alimentar - Os objectos são colocados na boca e explorados com a língua para contrariar a agnosia visual. A bulimia, que é uma perturbação alimentar caracterizada por excessos alimentares, seguidos de purga, é também muito frequente e pode provocar um aumento de peso.
- Placidez - Afecto plano e resposta reduzida a estímulos emocionais
- Agnosia visual (cegueira psíquica) - Incapacidade de reconhecer objectos ou rostos familiares apresentados visualmente

Placidez, hiperoralidade e alterações alimentares são os sintomas mais comuns da SKC.

### Nas crianças
A SKC em crianças geralmente ocorre secundariamente à HSE, com as características clássicas ocorrendo apenas em alguns casos:
- Indiferença acentuada
- Bulimia e hiperoralidade
- Falta de ligação emocional com a família
- Hipersexualidade:
- Agarrar frequentemente os órgãos genitais
- Impulsos pélvicos intermitentes
- Esfregar os genitais na cama depois de se deitar de bruços

## Avaliação
O diagnóstico da SBC é essencialmente clínico. Uma vez diagnosticada, uma avaliação adequada para descobrir a patologia subjacente será útil na gestão global.
A ressonância magnética do cérebro é útil para identificar a extensão da lesão do lobo temporal.
Um electroencefalograma também é útil para identificar convulsões com origem especialmente no lobo temporal.
Nos traumatismos cranianos e noutras condições que produzem uma perda de consciência de longa duração, é possível efectuar o estadiamento adequado da consciência com a Escala de Remissão de Innsbruck Modificada, que inclui também a fase de Kluver Bucy.

## Tratamento
O tratamento da SKC pode ser um desafio devido ao facto de não existir um tratamento específico para a doença e de a evolução clínica variar de doente para doente. A maior parte do tratamento centra-se no controlo dos sintomas. Os principais medicamentos utilizados no tratamento são:

### Estabilizadores do humor
- Antidepressivos (inibidores selectivos da recaptação da serotonina)
- Antipsicóticos
- Carbamazepina
- Leuprolide

A carbamazepina e a leuprolida são usadas para reduzir a anormalidade do comportamento sexual, enquanto o haloperidol e os anticolinérgicos são úteis no tratamento de anormalidades comportamentais associadas à SKC. Verificou-se que a carbamazepina melhora os resultados em pacientes com SKC secundária a lesão cerebral traumática.

### Diagnóstico Diferencial
A SKC requer diferenciação das seguintes condições:
- Doença de Alzheimer - Perda de memória, alterações de personalidade
- Condições que causam hiperfagia - Síndrome de Prader-Willi e síndrome de Kleine-Levin
- Degeneração frontotemporal - Deterioração progressiva do intelecto associada a alterações comportamentais e de personalidade.
- Síndrome de Korsakoff - Memória fraca, irritação, alterações de personalidade

## Prognóstico
Algumas características da SKC (i.e., hiperoralidade, placidez, hipermetamorfose) persistem indefinidamente, enquanto outras desaparecem gradualmente ao longo de vários anos.
O curso clínico da doença varia entre os relatos de casos.
A SKC secundária a crises epilépticas, infecções e lesões cerebrais traumáticas pode ter um melhor prognóstico, uma vez que muitos dos danos seriam reversíveis se reconhecidos precocemente e geridos de forma adequada.

## Complicações
Devido à hiperoralidade e à hipermetamorfose, o doente pode tentar pôr na boca todos os objectos com que se depara, o que pode ser perigoso.
Devido à hipersexualidade, o doente pode tentar ter relações sexuais com outras pessoas que nem sequer conhece, o que pode levar a procedimentos criminais contra o doente se não houver conhecimento do diagnóstico.
A bulimia pode causar aumento de peso, perturbação dos electrólitos e má higiene oral.

## Outras questões
A SKC não é uma doença que ponha em risco a vida do doente. Mas pode afectar profundamente a qualidade de vida do doente e dos seus cuidadores. Qualquer alteração comportamental após lesões dos lobos temporais deve ser observada com suspeita de desenvolvimento de SKC. É necessária mais investigação sobre a fisiopatologia dos sintomas da SKC, bem como sobre os métodos de tratamento farmacológico e não farmacológico.